# La Cumbre (îles Galápagos)
Pour les articles homonymes, voir La Cumbre.
La Cumbre est un volcan d'Équateur situé sur l'île Fernandina, dans les îles Galápagos.

## Géographie
La Cumbre est un volcan bouclier actif, culminant à une altitude de 1 476 mètres.

## Histoire
La Cumbre est le volcan le plus actif des îles Galápagos, avec une trentaine d'éruptions depuis 1800, notamment en 2017, 2018, 2020 et 2024 pour les plus récentes. L'île étant inhabitée et assez éloignée des centres urbains de l'archipel, il ne présente aucun danger important pour les populations et les activités touristiques même si des randonneurs peuvent se trouver sur l'île et des observateurs à proximité de ses côtes sur des embarcations. En revanche, il peut constituer une menace sérieuse pour les écosystèmes de l'île Fernandina, dont l'iguane terrestre jaune endémique à l'archipel.

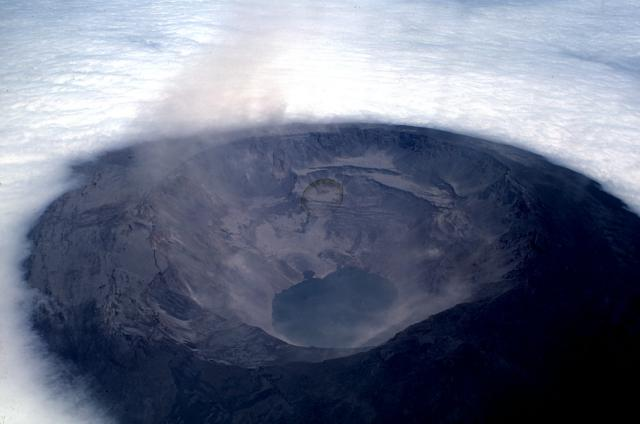
Vue aérienne du sommet de La Cumbre dépassant d'une mer de nuages en 1968.

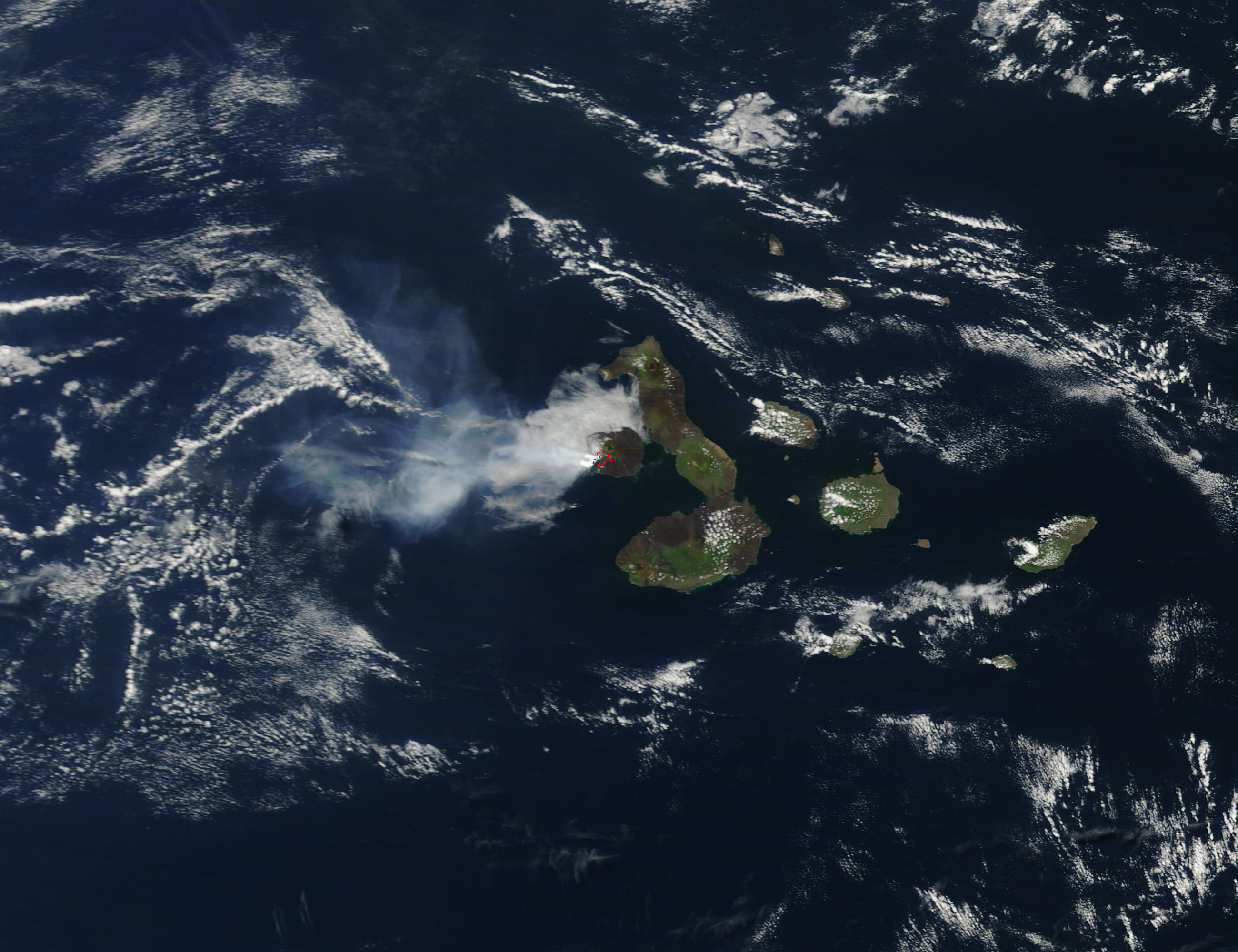
Image satellite des îles Galápagos lors de l'éruption d'avril 2009 de La Cumbre.